# Canton de La Châtaigneraie
Le canton de La Châtaigneraie est une circonscription électorale française située dans le département de la Vendée et la région Pays de la Loire.

## Histoire
Le canton de La Châtaigneraie est reconduit par l'article 5 du décret no 2014-169 du 17 février 2014 ; il se compose de communes situées dans les anciens cantons de La Châtaigneraie, de L'Hermenault, et de Sainte-Hermine.

## Représentation

### Conseillers d'arrondissement (de 1833 à 1940)
| Période                                  | Période      | Identité                                         | Étiquette       | Qualité |
| ---------------------------------------- | ------------ | ------------------------------------------------ | --------------- | --- |
| 1833                                     | 1839         | Aimé René Perreau jeune (1783-1870)              |                 | Propriétaire à La Châtaigneraie                                                                             |
| 1839                                     | 1845         | Désiré Barrion fils (1797-1865)                  |                 | Médecin à Mouilleron-en-Pareds                                                                              |
| 1845                                     | 1848         | Alexis Marie Joseph Nau (1802-1869)              |                 | Notaire à La Châtaigneraie                                                                                  |
|                                          |              |                                                  |                 | |
| av.1865                                  |              | Valentin Henri Texier (1814-1898)                |                 | Notaire à Saint-Pierre-du-Chemin                                                                            |
|                                          |              |                                                  |                 | |
|                                          | 1893 (décès) | Henri-Aimé Perreau (1827-1893)                   |                 | Licencié en droit, propriétaire à La Châtaigneraie                                                          |
|                                          |              |                                                  |                 | |
| 1898                                     | 1903 (décès) | Arsène Texier                                    | Droite          | Propriétaire, maire de Loge-Fougereuse                                                                      |
| 15 février 1903                          | 1912 (décès) | Vicomte Romée de Villeneuve-Esclapon (1876-1912) | Droite          | Propriétaire du château de la Fauconnière, Menomblet                                                        |
| 1912                                     | 1938         | Louis Rampillon                                  | Républicain     | Propriétaire agriculteur, maire de Thouarsais-Bouildroux                                                    |
| 15 mai 1938                              | 1940         | Joseph Marchand                                  | Union nationale | Maire de Saint-Hilaire-de-Voust                                                                             |
| 1940                                     |              |                                                  |                 | Les conseils d'arrondissement ont été suspendus par la loi du 12 octobre 1940 et n'ont jamais été réactivés |
| Les données manquantes sont à compléter. |              |                                                  |                 | |

### Conseillers généraux de 1833 à 2015
| Période      | Période      | Identité                                        | Étiquette                 | Qualité |
| ------------ | ------------ | ----------------------------------------------- | ------------------------- | --- |
| 1833         | 1870         | Charles Bouillaud (1790-1881)                   |                           | Médecin, maire de La Châtaigneraie (1831-1868) |
| 1871         | 1881 (décès) | Benjamin Brillaud (1830-1881)                   |                           | Propriétaire à La Châtaigneraie |
| 1881         | 1938 (décès) | Paul Aulneau (1846-1938)                        | Conservateur puis URD     | Propriétaire à La Châtaigneraie Doyen des conseillers généraux français                                                                                       |
| 1938         | 1940         | Louis Rampillon                                 | Union Nationale           | Propriétaire Maire de Thouarsais-Bouildroux, conseiller d'arrondissement                                                                                      |
|              |              |                                                 |                           | |
| 1943         | 1945         | Joseph Marchand                                 | Droite                    | Ancien Vice-Président de la Jeunesse catholique de Vendée Maire de Saint-Hilaire-de-Voust, conseiller d'arrondissement Nommé conseiller départemental en 1943 |
|              |              |                                                 |                           | |
| 1945         | 1952 (décès) | Georges Avril                                   | MRP                       | Vétérinaire Maire de La Châtaigneraie (1945-1952) |
| 31 août 1952 | 1961         | Comte Albert de Villeneuve-Esclapon (1904-1996) | DVD                       | Co-directeur du groupe des assurances Paternelle Châtelain de La Fauconnière Maire de Menomblet (1933-1974)                                                   |
| 1961         | 1992         | Jean Guillemet (1922-2016)                      | DVD puis UDF              | Maire de Breuil-Barret (1953-1989) |
| 1992         | 2011         | Claude Ouvrard                                  | DVD puis UDF-CDS puis DVD | Entrepreneur à La Châtaigneraie Vice-Président du Conseil Général                                                                                             |
| 2011         | 2015         | Valentin Josse                                  | DVD                       | Agent immobilier Maire de Mouilleron-en-Pareds (2013-2015) |

### Conseillers départementaux depuis 2015
| Période élective | Période élective | Mandat | Mandat   | Identité         | Nuance | Nuance | Qualité |
| ---------------- | ---------------- | ------ | -------- | ---------------- | ------ | ------ | --- |
| 2 avril 2015     | 2021             | 2015   | 2021     | Valentin Josse   |        | DVD    | Agent immobilier Maire de Mouilleron-en-Pareds (2013-2015) puis de Mouilleron-Saint-Germain 9ème Vice-Président du Conseil départemental |
| 2 avril 2015     | 2021             | 2015   | 2021     | Catherine Poupet |        | DVD    | Responsable de vie scolaire en collège privé Conseillère municipale de Sainte-Hermine (depuis 1995), 3e adjointe au maire (depuis 2014)  |
| 2021             | 2028             | 2021   | en cours | Valentin Josse   |        | DVD    | Conseiller sortant, 5ème Vice-Président du conseil départemental                                                                         |
| 2021             | 2028             | 2021   | en cours | Catherine Poupet |        | DVD    | Conseillère sortante |

Lors des élections départementales de 2015, le binôme composé de Valentin Josse et Catherine Poupet (Union de la Droite) est élu au premier tour avec 60,57 % des voix. Le taux de participation est de 53,95 % (12 053 votants sur 22 341 inscrits) contre 52,59 % au niveau départemental et 50,17 % au niveau national.

## Composition

### Composition avant 2015

Le canton dans le découpage de 1979.

L'ancien canton de La Châtaigneraie regroupait originellement 20 communes en 1801, puis 21 en 1805, et enfin 20 à partir de 1827 :
- Antigny ;
- Bazoges-en-Pareds ;
- Bouildroux (1801-1827 ; fusion avec Thouarsais)
- Breuil-Barret ;
- Cezais ;
- La Chapelle-aux-Lys ;
- La Châtaigneraie (chef-lieu) ;
- Cheffois ;
- Loge-Fougereuse ;
- Marillet (à partir de 1805 ; détachement de Saint-Hilaire-de-Voust en 1805) ;
- Menomblet ;
- Mouilleron-en-Pareds ;
- Saint-Germain-l’Aiguiller ;
- Saint-Hilaire-de-Voust (détachement de Marillet en 1805)
- Saint-Maurice-des-Noues ;
- Saint-Maurice-le-Girard ;
- Saint-Pierre-du-Chemin ;
- Saint-Sulpice-en-Pareds ;
- La Tardière ;
- Thouarsais (1801-1827 ; fusion avec Bouildroux) ;
- Thouarsais-Bouildroux (à partir de 1827) ;
- Vouvant.

### Composition depuis 2015

Le canton dans le découpage de 2015.

Lors du redécoupage de 2014, le canton comprenait 40 communes entières.
À la suite de la création de la commune nouvelle de Mouilleron-Saint-Germain au 1er janvier 2016, par regroupement entre Mouilleron-en-Pareds et Saint-Germain-l'Aiguiller, le canton comprend désormais trente-neuf communes entières.
À la suite de la création de la commune nouvelle de Terval au 1er janvier 2023, par regroupement entre Breuil-Barret, La Chapelle-aux-Lys et La Tardière, le canton comprend désormais trente-sept communes entières.
| Nom                                      | Code Insee | Intercommunalité               | Superficie (km2) | Population (dernière pop. légale) | Densité (hab./km2) | Modifier                                    |
| ---------------------------------------- | ---------- | ------------------------------ | ---------------- | --------------------------------- | ------------------ | ------------------------------------------- |
| La Châtaigneraie (bureau centralisateur) | 85059      | CC du Pays-de-la-Châtaigneraie | 7,94             | 2 590 (2022)                      | 326                | modifier les données · modifier les données |
| Antigny                                  | 85005      | CC du Pays-de-la-Châtaigneraie | 22,17            | 1 035 (2022)                      | 47                 | modifier les données · modifier les données |
| Bazoges-en-Pareds                        | 85014      | CC du Pays-de-la-Châtaigneraie | 33,83            | 1 161 (2022)                      | 34                 | modifier les données · modifier les données |
| Bourneau                                 | 85033      | CC Pays-de-Fontenay-Vendée     | 16,36            | 717 (2022)                        | 44                 | modifier les données · modifier les données |
| La Caillère-Saint-Hilaire                | 85040      | CC Sud-Vendée-Littoral         | 15,28            | 1 100 (2022)                      | 72                 | modifier les données · modifier les données |
| La Chapelle-Thémer                       | 85056      | CC Sud-Vendée-Littoral         | 15,10            | 394 (2022)                        | 26                 | modifier les données · modifier les données |
| Cheffois                                 | 85067      | CC du Pays-de-la-Châtaigneraie | 18,63            | 1 002 (2022)                      | 54                 | modifier les données · modifier les données |
| L'Hermenault                             | 85110      | CC Pays-de-Fontenay-Vendée     | 11,42            | 903 (2022)                        | 79                 | modifier les données · modifier les données |
| La Jaudonnière                           | 85115      | CC Sud-Vendée-Littoral         | 8,27             | 647 (2022)                        | 78                 | modifier les données · modifier les données |
| Loge-Fougereuse                          | 85125      | CC du Pays-de-la-Châtaigneraie | 10,37            | 383 (2022)                        | 37                 | modifier les données · modifier les données |
| Marillet                                 | 85136      | CC du Pays-de-la-Châtaigneraie | 4,25             | 124 (2022)                        | 29                 | modifier les données · modifier les données |
| Marsais-Sainte-Radégonde                 | 85137      | CC Pays-de-Fontenay-Vendée     | 14,77            | 526 (2022)                        | 36                 | modifier les données · modifier les données |
| Menomblet                                | 85141      | CC du Pays-de-la-Châtaigneraie | 20,95            | 681 (2022)                        | 33                 | modifier les données · modifier les données |
| Mouilleron-Saint-Germain                 | 85154      | CC du Pays-de-la-Châtaigneraie | 28,40            | 1 749 (2022)                      | 62                 | modifier les données · modifier les données |
| Petosse                                  | 85174      | CC Pays-de-Fontenay-Vendée     | 15,90            | 684 (2022)                        | 43                 | modifier les données · modifier les données |
| La Réorthe                               | 85188      | CC Sud-Vendée-Littoral         | 23,88            | 1 157 (2022)                      | 48                 | modifier les données · modifier les données |
| Rives-du-Fougerais                       | 85292      | CC du Pays-de-la-Châtaigneraie | 42,92            | 1 504 (2022)                      | 35                 | modifier les données · modifier les données |
| Saint-Aubin-la-Plaine                    | 85199      | CC Sud-Vendée-Littoral         | 11,63            | 533 (2022)                        | 46                 | modifier les données · modifier les données |
| Saint-Cyr-des-Gâts                       | 85205      | CC Pays-de-Fontenay-Vendée     | 21,08            | 543 (2022)                        | 26                 | modifier les données · modifier les données |
| Saint-Étienne-de-Brillouet               | 85209      | CC Sud-Vendée-Littoral         | 18,93            | 613 (2022)                        | 32                 | modifier les données · modifier les données |
| Saint-Hilaire-de-Voust                   | 85229      | CC du Pays-de-la-Châtaigneraie | 18,86            | 628 (2022)                        | 33                 | modifier les données · modifier les données |
| Saint-Jean-d'Hermine                     | 85223      | CC Sud-Vendée-Littoral         | 47,83            | 3 593 (2022)                      | 75                 | modifier les données · modifier les données |
| Saint-Juire-Champgillon                  | 85235      | CC Sud-Vendée-Littoral         | 20,75            | 427 (2022)                        | 21                 | modifier les données · modifier les données |
| Saint-Laurent-de-la-Salle                | 85237      | CC Pays-de-Fontenay-Vendée     | 19,22            | 394 (2022)                        | 20                 | modifier les données · modifier les données |
| Saint-Martin-des-Fontaines               | 85245      | CC Pays-de-Fontenay-Vendée     | 5,64             | 169 (2022)                        | 30                 | modifier les données · modifier les données |
| Saint-Martin-Lars-en-Sainte-Hermine      | 85248      | CC Sud-Vendée-Littoral         | 18,81            | 421 (2022)                        | 22                 | modifier les données · modifier les données |
| Saint-Maurice-des-Noues                  | 85251      | CC du Pays-de-la-Châtaigneraie | 21,42            | 637 (2022)                        | 30                 | modifier les données · modifier les données |
| Saint-Maurice-le-Girard                  | 85252      | CC du Pays-de-la-Châtaigneraie | 11,42            | 598 (2022)                        | 52                 | modifier les données · modifier les données |
| Saint-Pierre-du-Chemin                   | 85264      | CC du Pays-de-la-Châtaigneraie | 29,65            | 1 340 (2022)                      | 45                 | modifier les données · modifier les données |
| Saint-Valérien                           | 85274      | CC Pays-de-Fontenay-Vendée     | 14,30            | 549 (2022)                        | 38                 | modifier les données · modifier les données |
| Sérigné                                  | 85281      | CC Pays-de-Fontenay-Vendée     | 18,69            | 1 029 (2022)                      | 55                 | modifier les données · modifier les données |
| Terval                                   | 85289      | CC du Pays-de-la-Châtaigneraie | 45,78            | 2 173 (2022)                      | 47                 | modifier les données · modifier les données |
| Thiré                                    | 85290      | CC Sud-Vendée-Littoral         | 11,60            | 538 (2022)                        | 46                 | modifier les données · modifier les données |
| Vouvant                                  | 85305      | CC Pays-de-Fontenay-Vendée     | 20,20            | 823 (2022)                        | 41                 | modifier les données · modifier les données |
| Canton de La Châtaigneraie               | 8504       |                                | 666,25           | 31 365 (2022)                     | 47                 | modifier les données                        |

### Intercommunalités
Le canton de La Châtaigneraie est à cheval sur quatre communautés de communes :
- la communauté de communes du Pays-de-la-Châtaigneraie dans son intégralité (dix-neuf communes) ;
- Pays-de-Fontenay-Vendée (dix communes) ;
- Sud-Vendée-Littoral (onze communes).

## Démographie

### Démographie avant 2015
| 1962   | 1968   | 1975   | 1982   | 1990   | 1999   | 2006   | 2011   | 2012   |
| ------ | ------ | ------ | ------ | ------ | ------ | ------ | ------ | ------ |
| 17 280 | 16 492 | 16 084 | 16 215 | 16 171 | 15 833 | 15 837 | 16 501 | 16 556 |

### Démographie depuis 2015
En 2022, le canton comptait 31 365 habitants, en évolution de +0,77 % par rapport à 2016 (Vendée : +5,33 %, France hors Mayotte : +2,11 %).
| 2013   | 2018   | 2022   |
| ------ | ------ | ------ |
| 31 030 | 31 163 | 31 365 |